# Orthoperus micros
Orthoperus micros är en skalbaggsart som beskrevs av Thomas Casey 1900. Orthoperus micros ingår i släktet Orthoperus och familjen punktbaggar. Inga underarter finns listade i Catalogue of Life.